# Антун Чорић
Антун Чорић (1795 – 1864) је био аустријски генерал.

## Биографија
Уествовао је у Наполеоновим ратовима у периоду од 1813. до 1815. године. Командовао је дивизијом у гушењу Бечке револуције 1848. године. Дивизијом је продро у унутрашњост Беча. Као командант 2. корпуса, Чорић је заузео Банску Штјавницу 1849. године. Учествовао је у бици код Каполне и блокирао Комарно. Године 1850. именован је за министра рата.